# Alma Brami
Pour les articles homonymes, voir Brami.
Œuvres principales
«Ils sont moi, je suis eux», « Qui ne dit mot consent », « J’aurais dû apporter des fleurs », « Lolo », « C’est pour ton bien », « Sans elle », « Tant que tu es heureuse », « Ils l’ont laissée là », « Sans elle », « Mardi c'est le jour du poulet »
Alma Brami est une romancière et dramaturge française.

## Biographie
Alma Brami a été révélée comme romancière à l'occasion de la rentrée littéraire 2008 avec « Sans elle », couronné par de nombreux prix. Depuis, elle a publié « Ils l'ont laissée là » en 2009 et « Tant que tu es heureuse » en 2010. Ces trois romans ont été traduits et publiés en Chine en septembre 2011. « C'est pour ton bien », son 4e roman, a été publié au Mercure de France en 2012. En janvier 2013, elle a publié « Lolo », aux éditions Plon. Elle écrit également pour les enfants ; son premier album jeunesse « Moi, j’aime pas comme je suis » est paru aux éditions Albin Michel en 2011. «Ils sont moi, je suis eux» est son 8e roman.
Son monologue, « Mardi c'est le jour du poulet », écrit pour la cinquième édition du festival « Le Paris des femmes » en 2016 au Théâtre des Mathurins, a été réécrit pour devenir « l’Ombre» interprete par Dédéine Volk-Leonovitch et mise en scène par Dimitri Rataud. 

## Ecrivain

### Romans
- 2023: Ils sont moi, je suis eux, Roman éd. Mercure de France
- 2017: Qui ne dit mot consent, Roman éd. Mercure de France
- 2016: J’aurais dû apporter des fleurs, Roman  éd. Folio n°6147
- 2016: Mardi c'est le jour du poulet, Monologue paru dans l’ouvrage collectif «Crimes et châtiments» éd. Quatre-vents L’avant-scène théâtre
- 2014: J’aurais dû apporter des fleurs, Roman  éd. Mercure de France
- 2013: Lolo, Roman éd. Plon, coll. Miroir dirigée par Amanda Sthers
- 2012: C’est pour ton bien, Roman  éd. Mercure de France
- 2010: Tant que tu es heureuse, Roman éd. Mercure de France
- 2010: Sans elle, Roman éd. Folio n°5022
- 2009: Ils l’ont laissée là, Roman éd. Mercure de France
- 2008: Sans elle, Roman  éd. Mercure de France

### Album jeunesse
- 2025: « Je ne veux plus être un loup ! », Illustrations Aurelie Grand, album jeunesse éd. Casterman
- 2023: « Moi j’aime pas comme je suis », Illustrations Thierry Manes, album jeunesse éd. Casterman, Collection Casterminouche
- 2011: « Moi j’aime pas comme je suis », Illustrations Amélie Graux, album jeunesse éd. Albin Michel

### Traductions
- 2017: « No me gusta como soy », traduction en espagnol de « Moi j'aime pas comme je suis » éd.Tramuntana, Espagne
- 2017: « No m'agrada com soc », traduction en catalan de « Moi j'aime pas comme je suis » éd.Tramuntana, Espagne
- 2013: traduction en coréen de « Moi j'aime pas comme je suis »
- 2011: traduction en chinois de « Sans elle », « Ils l’ont laissée là » et « Tant que tu es heureuse » éd. 上海文艺出版社 Shanghai literature & Art Publishing House, Chine

## Dramaturge
- 2024: « L'Ombre », interprété par Isabelle Virag et mise en scène par Chrystel Dupuch, au Sing'theatre, heritage place, Singapour
- 2022: « L'Ombre », Lecture dirigée par Léna Bréban, interprétée par Catherine Arditi, L'invitation aux voyages, festival « Livres en Scènes », Biarritz
- 2019 à 2020: « L'Ombre », Monologue interprété par Dedeine Volk-Leonovitch et mis en scène par Dimitri Rataud, Théâtre du Gymnase Marie-Bell, Paris 10e
- 2019: « L'Ombre », Monologue interprété par Dedeine Volk-Leonovitch et mis en scène par Dimitri Rataud, Théâtre de l'Observance, « Festival d’Avignon »
- 2016: « Mardi c'est le jour du poulet », Monologue interprété par Dedeine Volk-Leonovitch et mis en scène par Mathilda May.  Théâtre des Mathurins, Paris 8e,  Cinquième édition du festival «Le Paris des femmes»

## Audiovisuel, Entretiens & Rewriting
- 2025: Entretien avec Franck Dubosc, « Alma invite Franck Dubosc ».
- 2025: Entretien avec Camille Razat, « Alma invite Camille Razat ».
- 2025: Entretien avec David Teboul, « Alma invite David Teboul ».
- 2025: Entretien avec Mélanie Robert, « Alma invite Mélanie Robert ».
- 2025: Entretien avec Antoine Chevrollier, « Alma invite Antoine Chevrollier ».
- 2024: « Alma invite » création d'entretiens offrant un aperçu intime de l'esprit et de la carrière d'acteurs, de réalisateurs, de producteurs, d'écrivains et d'autres artistes
- 2023: Entretien avec Vincent Perez et Karine Silla à l'occasion de la projection de leur film « Une affaire d’honneur » dans le cadre du « Hong Kong French Film Festival », « Dans l’honneur il y a l’idée de dignité et de réputation ».
- 2015: Création des interviews pour le documentaire d’Élisabeth Lenchener, «Delphine Horvilleur, Madame Le Rabin »
- 2011: Création des interviews pour le documentaire d’Élisabeth Lenchener, « Serge et Beate Klarsfeld Guerilleros de la Memoire"
- 2010: Rewriter d’essais, romans et albums aux éditions JBZ & Co

## Comédienne
- 2024 « L'Abribus », pièce de Philippe Elso, mise en scène de Agnès Seelinger avec Jean-Baptiste Pelloux, auditorium ou théâtre de Jardine's, Lycée Français International de Hong Kong
- 2019 « La Perruche », pièce de Audrey Schebat, mise en scène de Emilie Guillot avec Bastien Guers, au McAuley Studio, Hong Kong Art Center
- 2012 « Les Parisiens au bureau », My Little Paris
- 2009 « La Voix Humaine » de Cocteau Monologue mise en scène de Dimitri Rataud, au théâtre Ciné-13 (25 représentations)
- 2007 « Roberto Zucco » (le rôle de gamine) de Koltès - mise en scène de Muriel SOLVAY
- 2004-2007 Ecole d’Art Dramatique COURS FLORENT
- 2005  Stage cinéma avec Stéphanie Girerd
- 2003  Stage théâtre avec Aram KILIMIAN

## Sélection & Prix littéraires
- Prix Coup de Cœur des Lycéens de la Fondation Prince Pierre de Monaco pour son premier roman Sans Elle (2009)[1]
- Sélection des Espaces culturels Leclerc et Télé 7 jours
- Prix du Premier Roman au Festival du Premier roman de Chambery
- Prix Premier Roman de Mouscron
- Prix Palissy
- Prix Lucioles
- Prix littéraires Les Lauriers Verts de La Forêt des livres dans la catégorie Talent

## Tournées Littéraires
- 2013 (juillet) Chine, tournée littéraire en duo avec l’écrivain français Véronique Olmi à Pékin, Qingdao, Hangzhou, Wuhan et Hong Kong.
- 2011 (Sept-Oct.) Chine Résidence d’auteurs invitée à représenter la France par Mme Wang Anyi, présidente de l’Association des Écrivains de Shanghai, avec des écrivains internationaux : Linda Neil, Philippe Rahmy, Amal Chatterjee, Sudeep Sen, Colm Breathnach, et Cristina Rascon-Castro.

Rencontres, lectures et conférences à Fudan University et Jiao Tong Universityde Shanghai, à l’Ambassade de Suisse, du Sri Lanka, d’Inde, et de l’Alliance française de Hangzhou.
- 2010 Chine, Shanghai et Pékin invitée à représenter la littérature française par l’Ambassade de France avec les écrivains français Yannick Haenel, Laurent Mauvignier, et Muriel Barbery.
- 2009 Italie, Turin Foire du livre invitée avec l’écrivain français Paul Vacca